# Salvador Gómez
Salvador Emilio Gómez Agüera (Santander, 11 maart 1968) is een Spaanse voormalig waterpoloër.
Salvador Gómez nam vijfmaal deel aan de Olympische Spelen, in 1988, 1992, 1996, 2000 en 2004. Hij eindigde met het Spaanse team in 1992 op de tweede plaats, vier jaar later veroverde hij olympisch goud in Atlanta.
In de competitie kwam Gómez uit voor Aguas de Valencia.
Miguel Chillida · 
Manuel Estiarte · 
Pedro García · 
Salvador Gómez · 
Marco Antonio González · 
Mariano Moya · 
Jorge Neira · 
Jorge Payá · 
Miguel Pérez · 
Pedro Robert · 
José Antonio Rodríguez · 
Jesús Rollán · 
Jordi Sans
Daniel Ballart · 
Manuel Estiarte · 
Pedro García · 
Salvador Gómez · 
Marco Antonio González · 
Rubén Michavila · 
Miguel Ángel Oca · 
Sergi Pedrerol · 
Josep Picó · 
Jesús Rollán · 
Ricardo Sánchez · 
Jordi Sans
Josep María Abarca · 
Ángel Luis Andreo · 
Daniel Ballart · 
Manuel Estiarte · 
Pedro García · 
Salvador Gómez · 
Iván Moro · 
Miguel Ángel Oca · 
Jorge Payá · 
Sergi Pedrerol · 
Jesús Rollán · 
Jordi Sans · 
Carles Sans
Ángel Luis Andreo · 
Daniel Ballart · 
Manuel Estiarte · 
Pedro García · 
Salvador Gómez · 
Gabriel Hernández · 
Gustavo Marcos · 
Daniel Moro · 
Iván Moro · 
Sergi Pedrerol · 
Jesús Rollán · 
Javier Sánchez · 
Jordi Sans
Ángel Luis Andreo · 
Daniel Ballart · 
Xavier García · 
Salvador Gómez · 
Gabriel Hernández · 
Gustavo Marcos · 
Guillermo Molina · 
Daniel Moro · 
Iván Moro · 
Sergi Pedrerol · 
Iván Pérez · 
Jesús Rollán · 
Javier Sánchez